# ビールの表示に関する公正競争規約
ビールの表示に関する公正競争規約（ビールのひょうじにかんするこうせいきょうそうきやく）とは、日本のビール酒造組合が定める公正競争規約である。自主的に設定された業界の自主規制規約であるが、不当景品類及び不当表示防止法（景品表示法）に基づき、公正取引委員会によって1979年12月に認定、告示されている（昭和54年公正取引委員会告示第60号）。1980年7月に施行された。あわせてビールの表示に関する公正競争規約施行規則が定められ、公正取引委員会により承認されている。

## 経緯
1974年に清酒業界が自主規約を認定し、1975年より施行したことに併せて、公正取引委員会は1976年9月にビール酒造組合に「ビールの表示の適正化」について申し入れを行った。
1978年12月と1979年2月に表示連絡会が開催され、1979年9月に開催された公聴会を経て、 1979年12月17日に認定、1979年12月25日に告示され、1980年7月1日に施行された。
2016年9月23日に一部改正が行われた。
2018年4月1日に一部改正が行われた。この改正によって、それまで発泡酒、甘味果実酒、スピリッツだったものの一部がビールに分類されるようになる。なお、こういった分類が変更となる製品については施行後6月間の猶予が与えられている。

## 内要

### 目的（第1条）
本規則の目的を述べている。

### 定義（第2条）
「ビール」の定義を行っている。
酒税法に従って、定められる。
- 麦芽、ホップ、および水を原料とし発酵させたもの
- 麦芽、ホップ、水および米その他の政令で定める物品を原料として発酵させたもので、その原料中、酒税法で定める物品の重量の合計が麦芽の重量の100分の5を超えないもの
  - 「米その他の政令で定める物品」は、米、トウモロコシ、コウリャン、デンプンおよび糖類、果実（乾燥果実、煮詰めたもの、濃縮させた果汁などを含む）、コリアンダーなど財務省令で定める香味料
- 上記2項の酒に政令で定める物品を加えて発酵させたもので、その原料中、政令で定める物品の重量の合計が麦芽の重量の100分の5を超えないもの
  - 「政令で定める物品」は、上記の項目に追加し、カラメル、胡椒、シナモン、クローブ、山椒などの香辛料、カモミール、セージ、バジル、レモングラスなどのハーブ、サツマイモ、カボチャなどの野菜、ソバ、ゴマ、蜂蜜、食塩、味噌、花、茶、コーヒー、ココア、牡蠣、昆布、ワカメ、鰹節

### 必要な表示事項（第3条）
ビールの容器または包装に表示すべき事項を定めている。
- ビールである旨
「ビール」または「麦酒」と表示する。
- 原材料
水を除く使用した原材料を酒税法や施行令、施行規則に定められている順序で表示する。トウモロコシは「コーン」、デンプンは「スターチ」と表記しても良い。
- 製造時期
容器詰めをした年、月、旬を表記する。瓶詰めの場合は、ラベルの外縁に記された年、月、旬の該当箇所を切り欠く。
- アルコール分
容量比でパーセンテージ表記する。
- 保存方法
「日なたを避け、冷暗所保存」等と表記する。
- 内容量
「ミリリットル」、「ml」、「リットル」、「L」で表記する。
- 取扱上の注意

瓶の場合の割れ物注意、缶の場合のリサイクル推奨は廃棄の注意文言

### 特定用語の表示基準（第4条）
以下の用語を表示する場合の規定を定めている。
ラガービール
貯蔵工程で熟成させたビールでなければラガービールと表示してはならない。
生ビール、およびドラフトビール
熱処理（パスチャライゼーション）をしないビールでなければ、生ビールまたはドラフトビールと表示してはならない。
また、生ビールおよびドラフトビールと容器や包装に表示する場合には「熱処理していない」旨の併記が必要。
黒ビール、およびブラックビール
濃色の麦芽を原料の一部に用いた色の濃いビールでなければ、黒ビール又はブラックビールと表示してはならない。
スタウト
濃色の麦芽を原料の一部に用いて色が濃く、香味の特に強いビールでなければ、スタウトと表示してはならない。
「特製」または「特」
「特製」である事由を併記しなければならない。
使用原材料、製造工程、製造設備について、広く業界で行われているものと比較して著しい差異があり、客観的に特別な製品であることが説明できなければならない。
「吟醸」または「吟」
製造方法において次の全ての項目を充たす場合に限り表示することができる。
- 麦芽にエキス含量80.5%以上のものを使用している。
- ホップはアロマホップを80%以上使用している。
- 麦汁中の麦芽穀皮成分の溶出量を調整するため、仕込工程において次のいずれかの方法を用いている。
  - 使用した麦芽の穀皮の全量に対し麦芽穀皮3分の1以上を分離又は除去等の処理をして糖化を行う
  - 一番麦汁のみを使用する
  - その他仕込工程において、広く業界で行われている工程と比較して著しい差異があり、客観的事実に基づく説明ができ、かつその仕込工程の内容を併記する

「本醸造」、「本造り」、「本仕込」
使用できない。
「高濃度」
原麦汁エキスが 13%以上の場合に限り表示することができる。
「高アルコール」
アルコール含量が容量比で6%以上の場合に限り表示することができる。

### 不当表示の禁止（第6条）
不当表示について定めている。
- ビールでないものをビールであるかのように誤認されるおそれがある表示
- 生ビールの品質について誤認されるおそれがある表示
  - 客観的事実に基づかず、「熱処理していない」ことで品質の良さを強調する文言を表示するなど。
- 成分、原料、品質または製法が実際のものよりも優良であると誤認されるおそれがある表示
  - 業界における「最高」、「最高級」、「最良（ベスト）」などを意味する文言。
- その他、実際のもの、またはと競争関係にある他事業者よりも著しく優良であると誤認されるおそれがある表示